# Санта Джустина ин Коле
Санта Джустѝна ин Ко̀ле (на италиански: Santa Giustina in Colle; на венециански: Santa Justina, Санта Юстина) е градче и община в Северна Италия, провинция Падуа, регион Венето. Разположено е на 24 m надморска височина. Населението на общината е 7168 души (към 2010 г.).